# Himantoglossum metlesicsianum
Himantoglossum metlesicsianum là một loài thực vật có hoa trong họ Lan. Loài này được (W.P.Teschner) P.Delforge mô tả khoa học đầu tiên năm 1999.